# Służąca panią (Franco Ferrara, 1962)
Służąca panią (Franco Ferrara, 1962) – nagranie spektaklu telewizyjnego – intermezza Służąca panią Pergolesiego w reżyserii Mario Lanfranchiego.  Nagranie swoją premierę telewizyjną miało 21 stycznia 1964. Nagranie rok wcześniej zostało wydane na winylu nakładem RCA Victor.